# Cupid in the Cow Camp
Cupid in the Cow Camp è un cortometraggio muto del 1913 diretto da William Duncan.

## Produzione
Il film fu prodotto dalla Selig Polyscope Company.

## Distribuzione
Distribuito dalla General Film Company, il film - un cortometraggio in una bobina che aveva il sottotitolo Via Mail Order - uscì nelle sale cinematografiche statunitensi il 26 novembre 1913.